# Вице-президент Малави
Ви́це-президе́нт Респу́блики Мала́ви (англ. Vice-President of Malawi, ньянджа Wotsatira wa Mtsogoleri wa Dziko la Malawi) — второе по значимости должностное лицо в исполнительной власти Малави. Вице-президент замещает президента в случае невозможности исполнения последним своих обязанностей, и занимает его пост, пока он вакантен.
Вице-президент избирается в едином списке с президентом страны. После создания поста вице-президента в 1994 году (после прекращения полновластия Партии Конгресса Малави во главе с Хастингсом Камузу Бандой), в 1994—1996 и 2003—2004 годах работали первый и второй вице-президенты, что отражало очерёдность их призвания к президентской присяге в случае вакантности поста президента.

## Список вице-президентов Малави
|    | Портрет                  | Имя                                                               | Начало полномочий | Окончание полномочий                              | Партия                               | Президент            | Пр.                |
| -- | ------------------------ | ----------------------------------------------------------------- | ----------------- | ------------------------------------------------- | ------------------------------------ | -------------------- | ------------------ |
| 1А |                          | Джастин Чимера Малевези (1944—2021) англ. Justin Chimera Malewezi | ноябрь 1994       | май 1996                                          | Объединенный демократический фронт   | Элсон Бакили Мулузи  | 1-й вице-президент |
| 1Б |                          | Чакуфва Чихана (1939—2006) англ. Chakufwa Chihana                 | ноябрь 1994       | май 1996                                          | Объединенный демократический фронт   | Элсон Бакили Мулузи  | 2-й вице-президент |
| 1А |                          | Джастин Чимера Малевези (1944—2021) англ. Justin Chimera Malewezi | май 1996          | апрель 2003                                       | Объединенный демократический фронт   | Элсон Бакили Мулузи  | вице-президент     |
| 1А | апрель 2003              | Джастин Чимера Малевези (1944—2021) англ. Justin Chimera Malewezi | июнь 2004         | 1-й вице-президент                                | Объединенный демократический фронт   | Элсон Бакили Мулузи  |                    |
| 1Б | апрель 2003              |                                                                   | июнь 2004         | Чакуфва Чихана (1939—2006) англ. Chakufwa Chihana | Объединенный демократический фронт   | Элсон Бакили Мулузи  | 2-й вице-президент |
| 2  |                          | Кассим Чилумфа (1958—) англ. Cassim Chilumpha                     | 15 июня 2004      | 19 мая 2009                                       | Объединенный демократический фронт   | Бингу ва Мутарика    | вице-президент     |
| 3  |                          | Джойс Хильда Банда (1950—) англ. Joyce Hilda Banda                | 29 мая 2009       | 7 апреля 2012                                     | Демократическая прогрессивная партия | Бингу ва Мутарика    | вице-президент     |
|    | независимый              | Джойс Хильда Банда (1950—) англ. Joyce Hilda Banda                | 29 мая 2009       | 7 апреля 2012                                     |                                      | Бингу ва Мутарика    | вице-президент     |
|    | Народная партия          | Джойс Хильда Банда (1950—) англ. Joyce Hilda Banda                | 29 мая 2009       | 7 апреля 2012                                     |                                      | Бингу ва Мутарика    | вице-президент     |
| 4  |                          | Кхумбо Хастинг Качали (1966—) англ. Khumbo Hasting Kachali        | 13 апреля 2012    | 31 мая 2014                                       | Джойс Хильда Банда                   | вице-президент       |                    |
| 5  |                          | Саулос Клаус Чилима (1973—2024) англ. Saulos Klaus Chilima        | 31 мая 2014       | 10 июня 2024                                      | Демократическая прогрессивная партия | Артур Питер Мутарика | вице-президент     |
| 5  | Лазарус Маккарти Чаквера | Саулос Клаус Чилима (1973—2024) англ. Saulos Klaus Chilima        | 31 мая 2014       | 10 июня 2024                                      | Демократическая прогрессивная партия |                      | вице-президент     |
| 6  |                          | Майкл Бизуик Уси (1968—) англ. Michael Bizwick Usi                | 20 июня 2024      | действующий                                       | Демократическая прогрессивная партия | вице-президент       |                    |